# GE C30-7
Die Baureihe C30-7 ist eine sechsachsige Diesellokomotive des Herstellers GE Transportation Systems. Sie wurde zwischen 1977 und 1983 als Nachfolgemodell der GE U30C für amerikanische Eisenbahngesellschaften gebaut. Die Baureihe ist Bestandteil der Produktserie GE Dash 7 des Herstellers. Sie war das direkte Konkurrenzprodukt zur EMD SD40.

## Varianten

### C30-7A
50 Exemplare der Basisversion wurden als C30-7A an Conrail verkauft. Diese hatten statt des 16-Zylinder-Motors einen 12-Zylinder-Motor. Er brachte die gleiche Leistung, verbrauchte aber weniger Kraftstoff. Von außen ist dies durch je 6 statt sonst 8 Türen an den Lokomotivseiten erkennbar. Die C30-7A wurde im Mai und Juni 1984 hergestellt.

### C30-7Ai
Diese Variante war eine Aufbereitung der C30-7A-Version zum Weiterverkauf an die estnische Bahngesellschaft EVR (Eesti Raudtee). Durch Ausgliederung und Umfirmierung kamen die Loks von dort zu Operail.

### C30-M
Auf Basis der C30-7Ai wurde in Estland von Operail in Kooperation mit CZ Loko eine Lok vollkommen neu aufgebaut. Von der ursprünglichen Lok wurden dabei nur Rahmen und Fahrwerk wiederverwendet. Nach erfolgreichen Tests wurde diese 2018 in den regulären Dienst übernommen. Nachdem insgesamt drei Prototypen umgebaut wurden, stellte CZ Loko 2019 vier Gesamtpakete für das weitere Modernisierungsprogramm zur Verfügung. Aufgrund des Erfolgs wurden 2020 sechs weitere bestellt, die bis 2021 geliefert wurden. Eine Lokomotive wurde zum Einsatz nach Finnland überstellt.
Im Januar 2019 wurde zwischen Operail und einem ukrainischen Unternehmen ein Leasingvertrag über den Export von zwei Maschinen abgeschlossen.

## Einsatz
| Bahngesellschaft                      | Menge | Betriebsnummern                   | Anmerkungen                                           |
| ------------------------------------- | ----- | --------------------------------- | ----------------------------------------------------- |
| Atchison, Topeka and Santa Fe Railway | 157   | 8010-8166                         |                                                       |
| Burlington Northern Railroad          | 242   | 5000-5141, 5500-5599              |                                                       |
| Conrail                               | 060   | 6550-6609                         | 6550-6599 als Variante C30-7A                         |
| Ferrocarril del Pacífico              | 026   | 434-459                           |                                                       |
| Louisville and Nashville Railroad     | 044   | 7000-7015, 7032-7051, 7062-7069   | in den Farben der Family Lines                        |
| Ferrocarriles Nacionales de México    | 305   | 6700-6799, 9600-9656, 11001-11148 | 11040-11090, 11129-11148 wurden in Mexiko endmontiert |
| Norfolk and Western Railway           | 080   | 8003-8082                         |                                                       |
| Seaboard Coast Line Railroad          | 051   | 7016-7031, 7052-7061, 7070-7094   | in den Farben der Family Lines                        |
| Union Pacific Railroad                | 140   | 2415–2539, 2960–2974              |                                                       |

## Einsatzgeschichte

### Einsatz in Australien
Die australische Bahngesellschaft Chicago Freight Car Leasing Australia kaufte 2001 zwölf ehemalige Conrail C30-7A Lokomotiven. Deren Fahrgestelle wurden zur Erneuerung der New South Wales Klasse 442 Lokomotiven genutzt, aus denen so die GL Klasse wurde. Diese Fahrzeuge sind seit 2003 in Australien im Einsatz.

### Einsatz in Estland
2003 wurden 19 Lokomotiven der C30-7A-Variante der Conrail erneuert und nach Estland unter der Modellbezeichnung C30-7Ai verkauft. Dort wurden sie von der (damals privaten) Bahngesellschaft EVR (Eesti Raudtee) eingesetzt. Die Lokomotiven wurden Bestandteil der Klasse 1500 mit den Betriebsnummern 1558–1576.
Nach der Verstaatlichung und Aufspaltung von Eesti Raudtee in Netzbetreiber und Güterverkehrsunternehmen, gehören die Maschinen inzwischen zu Operail (ehemals EVR Cargo). 2018 wurde eine erste Lok grundlegend modernisiert, der weitere folgten. Diese wird seitdem als Operail C30-M geführt.